# جارتالونغين إردينبيت
جارتالونغين إردينبيت (المنغولية: Ухнаагийн Хүрэлсүх) (14 يونيو 1968 - ) هو سياسي منغولي يشغل حاليًا منصب رئيس وزراء منغوليا منذ 8 يونيو 2016 حتى 4 أكتوبر 2017. تم انتخابه عضواً في البرلمان المنغولي ثلاث مرات - في الأعوام 2000 و2004 و2012، وأصبح عضو مجلس وزراء منغوليا كوزير لحالات الطوارئ من 2004 إلى 2006، ووزير التفتيش المهني من 2006 إلى 2008، وفي 2014-2015 و2017-2017 كنائب لرئيس وزراء منغوليا. كما كان الأمين العام لحزب الشعب المنغولي من عام 2008 إلى عام 2012.